# شاها رضا
شاها رضا (عربی: شاها علي رضا‎؛ متولد ۱۹۵۳ یا ۱۹۵۴)، کارمند سابق بانک جهانی اهل لیبی است. مأموریت خارجی او در بنیاد آینده، یک «بنیاد نیمه‌مستقل برای ترویج دموکراسی»، هم در خاورمیانه و هم در شمال آفریقا بود.
در اواسط دهه ۲۰۰۰، پس از مطرح شدن اتهاماتی مبنی بر اینکه رئیس بانک جهانی پل ولفوویتز به‌طور نامناسب از نفوذ خود برای افزایش حقوق رضا استفاده کرده است، رضا از بانک جهانی خواسته شد که استعفا دهد و ولفوویتز نیز استعفا داد. انگیزه ادعایی ولفوویتز رابطه عاشقانه گذشته او با رضا بود. فایننشال تایمز و وال‌استریت ژورنال رفتار با رضا و ولفوویتز را محکوم کردند.

## اوایل زندگی
رضا به‌عنوان یک شهروند بریتانیایی در طرابلس از پدری لیبیایی و مادری سعودی با اصالت سوری متولد شد. او در لیبی بزرگ شد اما در یک مدرسه شبانه‌روزی کاتولیک در انگلستان تحصیل کرد. پدر او، خالد الولید الگارگانی، مشاور پادشاه عبدالعزیز عربستان سعودی، پادشاه سعود و پادشاه فیصل بود.

## بزرگسالی
او تحصیلات خود را در مدرسه اقتصاد لندن به پایان رساند و مدرک کارشناسی خود را دریافت کرد و سپس در کالج سنت آنتونی، آکسفورد مدرک کارشناسی ارشد خود را در روابط بین‌الملل در سال ۱۹۸۳ به دست آورد. در اواخر دهه ۱۹۸۰ به ایالات متحده مهاجرت کرد و با بولنت علی رضا ازدواج کرد که حاصل این ازدواج یک فرزند پسر بود. این ازدواج بعدها به طلاق انجامید. او به زبان‌های عربی، ترکی، انگلیسی، فرانسوی و ایتالیایی تسلط دارد.

## حرفه

### موقوفه ملی برای دموکراسی
در موقوفه ملی برای دموکراسی، او برنامه‌های خاورمیانه این سازمان را راه‌اندازی و هدایت کرد و در زمینه تحقیق میدانی سیاست و اقتصاد خاورمیانه تخصص داشت.

### وزارت امور خارجه ایالات متحده
او در دفتر لیز چینی مشغول به کار بود و زیر نظر سی. دیوید ولش، معاون وزیر امور خارجه در امور خاور نزدیک فعالیت می‌کرد. در همین زمان، او کار خود را در بنیاد آینده آغاز کرد.

### بانک جهانی
شاها رضا فعالیت خود را به‌عنوان مشاور در ژوئیه ۱۹۹۷ آغاز کرد و از سال ۱۹۹۹ به‌صورت تمام‌وقت به گروه توسعه اجتماعی و اقتصادی خاورمیانه و شمال آفریقا بانک جهانی پیوست. او ابتدا به‌عنوان متخصص ارشد جنسیت و سپس به‌عنوان مسئول ارشد ارتباطات فعالیت کرد و در دفتر منطقه‌ای خاورمیانه و شمال آفریقا (MENA) مستقر بود. تا ژوئیه ۲۰۰۲، او به‌عنوان مدیر امور خارجی و ارتباطات برای منطقه مِنا (MENA) فعالیت می‌کرد، اما پس از به قدرت رسیدن پل ولفوویتز به‌عنوان رئیس بانک جهانی استعفا داد.

### کارهای مستقل
در سال ۲۰۰۴، رضا یک کنفرانس بزرگ از گروه‌های خاورمیانه و شمال آفریقا را در بیروت سازمان‌دهی کرد. هدف او الهام بخشیدن به اصلاحات دموکراتیک در پی سقوط صدام حسین بود، زیرا او بر این باور بود که کاشت دموکراسی در عراق، دیگر رژیم‌ها را به اهداف دموکراتیک الهام خواهد داد. گزارش شده است که رضا در سال ۲۰۰۸، پس از کسر مالیات، حقوقی به مبلغ ۱۸۰٬۰۰۰ دلار دریافت می‌کرد و از خانه کار می‌کرد.

## جنجال بانک جهانی
رضا در زمان فعالیت در بانک جهانی به رئیس بانک جهانی، پل ولفوویتز گزارش نمی‌داد. رضا پیش از ورود ولفوویتز به بانک جهانی، زمانی که او معاون وزیر دفاع در دولت جرج دبلیو بوش تحت نظر دونالد رامسفلد بود، با ولفوویتز رابطه عاشقانه داشت.
در سال ۲۰۰۵، ولفوویتز پیشنهاد داد که بیانیه‌ای امضا کند تا خود را از رضا جدا کند. این اقدام تنها باعث جلب توجه به آنچه که به‌عنوان تضاد منافع تلقی می‌شد، شد. کمیته اخلاق بانک جهانی پیشنهاد ولفوویتز را رد کرد، زیرا او از درج عدم تماس حرفه‌ای با رضا در پیشنهاد خود امتناع کرد.